# Corimelaena extensa
Corimelaena extensa är en insektsart som beskrevs av Philip Reese Uhler 1863. Corimelaena extensa ingår i släktet Corimelaena och familjen glansskinnbaggar. Inga underarter finns listade i Catalogue of Life.